# Октозы
Окто́зы (от греч. окта — восемь и франц. -ose — суффикс, обозначающий принадлежность к сахарам) — общее родовое химическое название класса восьмиуглеродных моносахаридов, то есть сахаров, общей формулой которых является C8(H2O)8, или C8H16O8.
В зависимости от наличия кето- или альдогруппы различают кетооктозы (октулозы) и альдооктозы.
У альдооктоз в молекуле имеется шесть хиральных центров, что обуславливает наличие 64 стереоизомеров, различающихся положением гидроксильных групп относительно асимметричного атома углерода.
В молекуле кетооктоз имеется пять хиральных центра, поэтому в каждой из групп кетооктоз имеется по 32 различных стереоизомеров.